# Fräulein (band)
Fräulein er et dansk rockband dannet i Odense i 2022 af Anna Halkjær Langgaard Nielsen, Emil Mathiasen og Jeppe René Veje Bredahl.

## Historie
De tre musikere mødte hinanden i 2017, hvor de stiftede bandet 'Karenina'. Men det var først da producer Ole B. Meyer, som Anna mødte på studiet ved Det Jyske Musikkonservatorium i Aarhus, fik sat retning på form og lyd, at trioen blev til 'Fräulein'. Det skulle imidlertid tage over 100 sange inden den første single "Hvad Vil Du Ha'" rullede ud i æteren første gang 30. september 2022.
Sangen udkom officielt 7. oktober samme år, og flere sange fulgte siden efter - først "Elske Dig For Evigt" 3. marts 2023 og en dobbelt-udgivelse af numrene "Mærke Det Hele" og "Du Siger Hvad Du Siger" 9. juni samme år.
Den 30. juni 2023 kunne Dansk Boldspil-Union løfte sløret for en ny VM-sang til de danske fodboldkvinder. Sangen "Vi gør det hele igen" var skrevet af Fräulein og blev officielt udgivet 5. juli samme år.
2. februar 2024 udgav trioen EP'en "Blind Vej", der også indeholdt en ny single af samme navn. EP'en blev frontløber for bandets egentlige debutalbum, "Fräulein", som udkom to uger senere - 16. februar 2024.

## Priser
I 2019 vandt Fräulein, der dog optrådte under navnet "Karenina", den prestigefyldte musikkonkurrence Quasar Rock. Det var første gang i konkurrencens historie, at et wild-card løb med sejren til sidst.
I januar 2023 vandt bandet desuden Odense Live Prisen som årets nye talent.

## Diskografi

### Album
- Fräulein (2024)

### EP'er
- Blind Vej (2024)

### Singler
- Hvad Vil Du Ha' (2022)
- Elske Dig For Evigt' (2023)
- Mærke Det Hele (2023)
- Du Siger Hvad Du Siger (2023)